# 🇬🇼
🇬🇼 is een Unicode vlagsequentie emoji die gebruikt wordt als regionale indicator voor Guinee-Bissau. De meest gebruikelijke weergave is die van de vlag van Guinee-Bissau, maar op sommige platforms (waaronder Microsoft Windows) ziet men de letters GW.
De vlagsequentie is opgebouwd uit de combinatie van de Regional Indicator Symbols 🇬 (U+1F1EC) en 🇼 (U+1F1FC), tezamen de ISO 3166-1 alpha-2 code GW voor Guinee-Bissau vormend.
Deze emoji is in 2010 geïntroduceerd met de Unicode 6.0-standaard.

## Gebruik

De landsvlag van Guinee-Bissau

Deze emoji wordt gebruikt als regionale aanduiding van Guinee-Bissau.

## Codering

De Emoji One-implementatie

### Unicode
In Unicode vindt men de 🇬🇼 met de codesequentie U+1F1EC U+1F1FC (hex).

### Shortcode
Er zijn shortcodes  voor 🇬🇼; in Github kan deze opgeroepen worden met :guinea-bissau:,  in Slack kan het karakter worden opgeroepen met de code :flag-gw:.